# Lista över USA:s ambassadörer i Tyskland
USA har haft diplomatiska relationer med Tyskland och dess företrädare, Konungariket Preussen, sedan 1835. Dessa har avbrutits två gånger (1917 till 1921 och 1941 till 1955) medan Tyskland och USA var i krig och en följande period därefter. Före 1835 erkände USA och Preussen varandra men utbytte inte representanter, med undantag för en kort period då John Quincy Adams ackrediterades till det preussiska hovet från 1797 till 1801.
President Joe Biden nominerade presidenten för University of Pennsylvania och politiska filosofen Amy Gutmann för positionen den 2 juli 2021; med rösterna 54-42, bekräftades hon av senaten den 8 februari 2022. Hon presenterade sitt kreditivbrev till Tysklands president Frank-Walter Steinmeier den 17 februari 2022.

## Lista över USA:s ambassadörer i Tyskland
Detta är en lista över USA:s främsta diplomatiska representanter till Preussen, Tyskland och Västtyskland, deras diplomatiska rang och ämbetsperioder.

### Chefer förUSA:s legationiBerlin(1797–1801)
| Namn och titel              | Porträtt | Presentation av kreditivbrev | Avslutande av uppdrag |
| --------------------------- | -------- | ---------------------------- | --------------------- |
| John Quincy Adams, minister |          | 5 december 1797              | 5 maj 1801            |

### Chefer för USA:s legation i Berlin (1835–1848)
| Namn och titel                   | Porträtt | Presentation av kreditivbrev | Avslutande av uppdrag |
| -------------------------------- | -------- | ---------------------------- | --------------------- |
| Henry Wheaton, chargé d’affaires |          | 9 juni 1835                  | 29 september 1837     |
| Henry Wheaton, envoyé            |          | 29 september 1837            | 18 juli 1846          |
| Andrew Jackson Donelson, envoyé  |          | 18 juli 1846                 | 13 september 1848     |

### Chefer för USA:s legation iFrankfurt(1848–1849)
| Namn och titel                  | Porträtt | Presentation av kreditivbrev | Avslutande av uppdrag |
| ------------------------------- | -------- | ---------------------------- | --------------------- |
| Andrew Jackson Donelson, envoyé |          | 13 september 1848            | 2 november 1849       |

### Chefer för USA:s legation i Berlin (1849–1893)
| Namn och titel                | Porträtt | Presentation av kreditivbrev | Avslutande av uppdrag |
| ----------------------------- | -------- | ---------------------------- | --------------------- |
| Edward A. Hannegan, envoyé    |          | 30 juni 1849                 | 13 januari 1850       |
| Daniel D. Barnard, envoyé     |          | 10 december 1850             | 21 september 1853     |
| Peter D. Vroom, envoyé        |          | 4 november 1853              | 10 augusti 1857       |
| Joseph A. Wright, envoyé      |          | 3 september 1857             | 1 juli 1861           |
| Norman B. Judd, envoyé        |          | 1 juli 1861                  | 3 september 1865      |
| Joseph A. Wright, envoyé      |          | 3 september 1865             | 11 maj 1867           |
| George Bancroft, envoyé       |          | 28 augusti 1867              | 30 juni 1874          |
| J. C. Bancroft Davis, envoyé  |          | 28 augusti 1874              | 26 september 1877     |
| Bayard Taylor, envoyé         |          | 7 maj 1878                   | 19 december 1878      |
| Andrew D. White, envoyé       |          | 19 juni 1879                 | 15 augusti 1881       |
| Aaron A. Sargent, envoyé      |          | 18 maj 1882                  | 6 juni 1884           |
| John A. Kasson, envoyé        |          | 10 september 1884            | 21 juni 1885          |
| George H. Pendleton, envoyé   |          | 21 juni 1885                 | 25 april 1889         |
| William Walter Phelps, envoyé |          | 26 september 1889            | 4 juni 1893           |
| Theodore Runyon, envoyé       |          | 4 juni 1893                  | 26 oktober 1893       |

### Chefer för USA:s ambassad i Berlin (1893–1917)
| Namn och titel                  | Porträtt | Presentation av kreditivbrev | Avslutande av uppdrag |
| ------------------------------- | -------- | ---------------------------- | --------------------- |
| Theodore Runyon, ambassadör     |          | 26 oktober 1893              | 27 januari 1896       |
| Edwin F. Uhl, ambassadör        |          | 3 maj 1896                   | 8 juni 1897           |
| Andrew D. White, ambassadör     |          | 12 juni 1897                 | 27 november 1902      |
| Charlemagne Tower, ambassadör   |          | 19 december 1902             | 8 juni 1908           |
| David Jayne Hill, ambassadör    |          | 14 juni 1908                 | 2 september 1911      |
| John G. A. Leishman, ambassadör |          | 24 oktober 1911              | 4 oktober 1913        |
| James W. Gerard, ambassadör     |          | 29 oktober 1913              | 5 februari 1917       |

### Chefer för USA:s ambassad i Berlin (1921–1941)
| Namn och titel                         | Porträtt | Presentation av kreditivbrev | Avslutande av uppdrag |
| -------------------------------------- | -------- | ---------------------------- | --------------------- |
| Ellis Loring Dresel, chargé d’affaires |          | 10 december 1921             | 18 april 1922         |
| Alanson B. Houghton, ambassadör        |          | 22 april 1922                | 21 februari 1925      |
| Jacob Gould Schurman, ambassadör       |          | 29 juni 1925                 | 21 januari 1930       |
| Frederic M. Sackett, ambassadör        |          | 12 februari 1930             | 24 mars 1933          |
| William E. Dodd, ambassadör            |          | 30 augusti 1933              | 29 december 1937      |
| Hugh R. Wilson, ambassadör             |          | 3 mars 1938                  | 16 november 1938      |
| Alexander C. Kirk, chargé d’affaires   |          | maj 1939                     | oktober 1940          |
| Leland B. Morris, chargé d’affaires    |          | oktober 1940                 | 11 december 1941      |

### Chefer för USA:s ambassad iBonn(1955–1999)
| Namn och titel                         | Porträtt | Presentation av kreditivbrev | Avslutande av uppdrag |
| -------------------------------------- | -------- | ---------------------------- | --------------------- |
| James B. Conant, ambassadör            |          | 14 maj 1955                  | 19 februari 1957      |
| David K. E. Bruce, ambassadör          |          | 17 april 1957                | 29 oktober 1959       |
| Walter C. Dowling, ambassadör          |          | 3 december 1959              | 21 april 1963         |
| George C. McGhee, ambassadör           |          | 18 maj 1963                  | 21 maj 1968           |
| Henry Cabot Lodge Jr., ambassadör      |          | 27 maj 1968                  | 14 januari 1969       |
| Kenneth Rush, ambassadör               |          | 22 juli 1969                 | 20 februari1972       |
| Martin J. Hillenbrand, ambassadör      |          | 27 juni 1972                 | 18 oktober 1976       |
| Walter J. Stoessel Jr., ambassadör     |          | 27 oktober 1976              | 5 januari 1981        |
| Arthur F. Burns, ambassadör            |          | 30 juni 1981                 | 16 maj 1985           |
| Richard R. Burt, ambassadör            |          | 16 september 1985            | 17 februari 1989      |
| Vernon A. Walters, ambassadör          |          | 24 april 1989                | 18 augusti 1991       |
| Robert Michael Kimmitt, ambassadör     |          | 5 september 1991             | 28 augusti 1993       |
| Richard Holbrooke, ambassadör          |          | 19 oktober 1993              | 12 september 1994     |
| Charles E. Redman, ambassadör          |          | 31 oktober 1994              | 17 juni 1996          |
| James D. Bindenagel, chargé d’affaires |          | juni 17, 1996                | september 10, 1997    |
| John C. Kornblum, ambassadör           |          | 10 september 1997            | 7 juli 1999           |

### Chefer för USA:s ambassad i Berlin (1999–idag)
| Namn och titel                     | Porträtt | Presentation of credentials | Termination of mission |
| ---------------------------------- | -------- | --------------------------- | ---------------------- |
| John C. Kornblum, ambassadör       |          | 7 juli 1999                 | 16 januari 2001        |
| Daniel R. Coats, ambassadör        |          | 12 september 2001           | 25 februari 2005       |
| William R. Timken, ambassadör      |          | 2 september 2005            | 5 december 2008        |
| John M. Koenig, chargé d’affaires  |          | 6 december 2008             | 2 september 2009       |
| Philip D. Murphy, ambassadör       |          | 3 september 2009            | 26 augusti 2013        |
| John B. Emerson, ambassadör        |          | 26 augusti 2013             | 20 januari 2017        |
| Kent Logsdon, chargé d’affaires    |          | 20 januari 2017             | 8 maj 2018             |
| Richard Grenell, ambassadör        |          | 8 maj 2018                  | 1 juni 2020            |
| Robin Quinville, chargé d’affaires |          | 1 juni 2020                 | 17 februari 2022       |
| Amy Gutmann, ambassadör            |          | 17 februari 2022            | Innehar befattningen   |